# Holliday
Holliday – wieś w Stanach Zjednoczonych, w stanie Missouri, w hrabstwie Monroe.